# Örjans Vall
Örjans Vall - stadion piłkarski w Halmstad w Szwecji. Kiedy został wybudowany w 1922 roku posiadał bieżnię, która później została usunięta. Aktualnie stadion jest używany głównie do rozgrywania meczów piłkarskich. Jest w stanie pomieścić 15 500 kibiców.
Podczas Mistrzostw Świata w Piłce Nożnej 1958 na stadionie zostały rozegrane 2 mecze. Pierwszy między Irlandią Północną a Czechosłowacją 1:0 a drugi między Argentyną a Irlandią Północną 3:1.

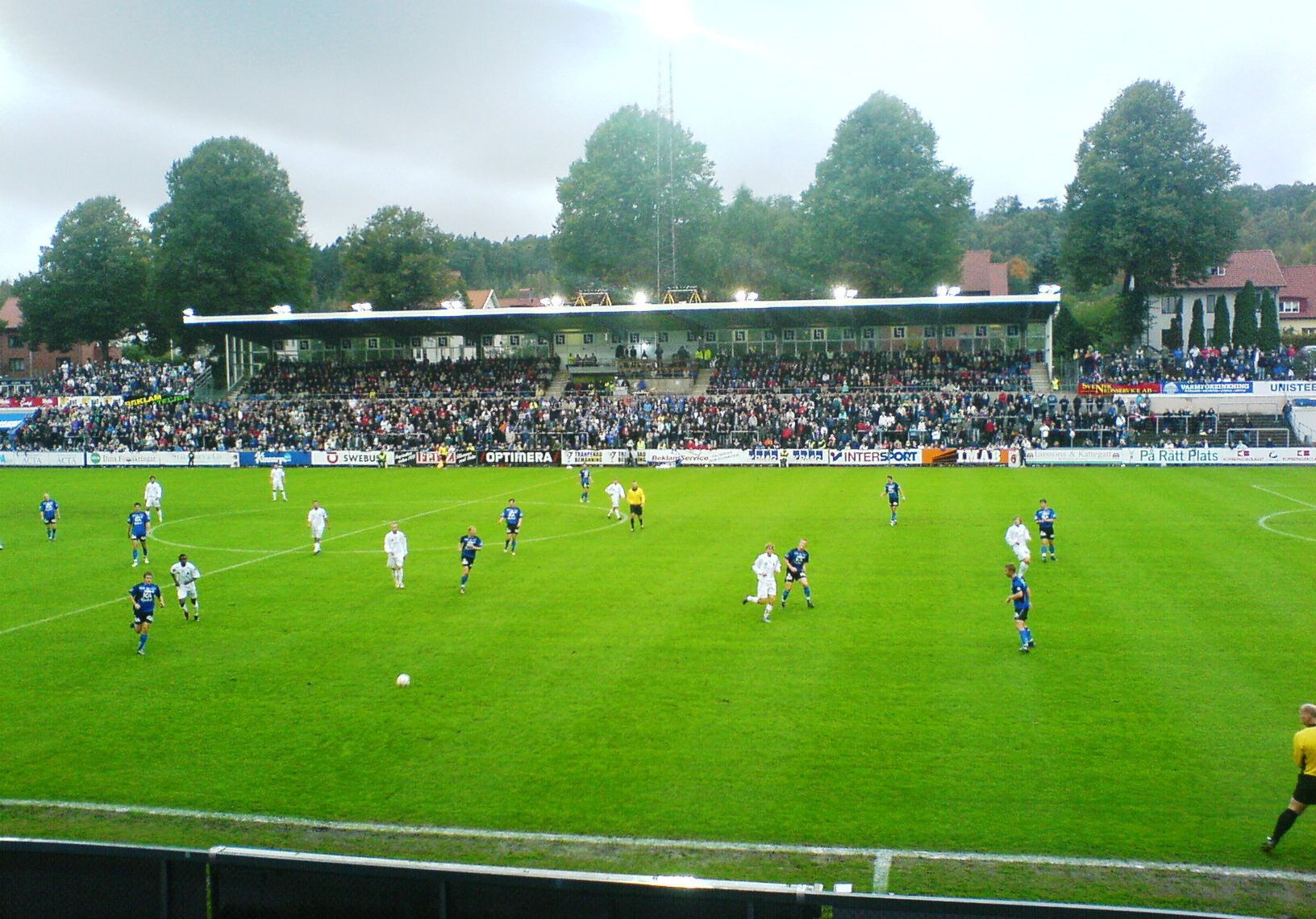
Mecz na stadionie